# Abusejo
Abusejo ist eine nordspanische Gemeinde (municipio) in der Provinz Salamanca in der Autonomen Gemeinschaft Kastilien und León. Die Gemeinde hat im 20. Jahrhundert einen starken Bevölkerungsrückgang erlebt.

## Geografie
Abusejo liegt auf einem Plateau wenige Kilometer nördlich der Sierra de France zwischen den Gemeinden Cabrillas (4 km nordwestlich), Sepulcro-Hilario (3 Meilen östlich) und  Tamames (7 km südlich).

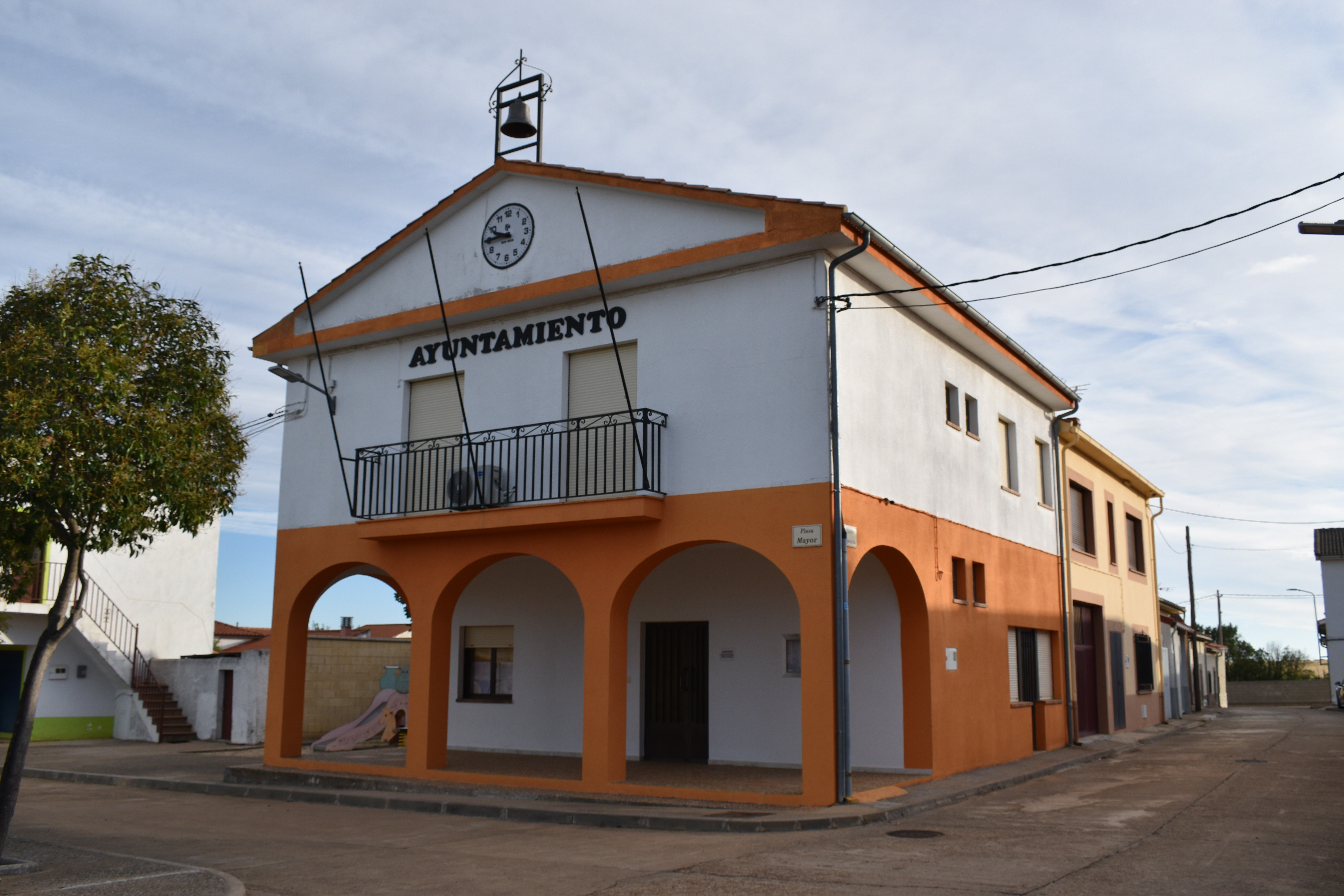
Rathaus

## Bevölkerungsentwicklung
| Jahr      | 1900 | 1950 | 1960 | 1970 | 1981 | 1991 | 2000 | 2018 |
| Einwohner | 738  | 1058 | 1010 | 606  | 401  | 391  | 249  | 193  |